# نیمه زمین
نیمه زمین (به انگلیسی: Half-Earth) کتابی دربارهٔ فرگشت (تکامل) است که ادوارد ویلسون در سال ۲۰۱۶ (میلادی) نوشت. این کتاب در دنبالهٔ کتاب نخست جرج ویلیامز به نام سازگاری و انتخاب طبیعی نوشته شده‌است ویلسون اصطلاح ژن خودخواه را برای توضیح تکامل ژن_محور به کار برد و بر این پایه است که تأثیر تکامل در سطح ژن‌ها بارزتر است و تکامل در سطح جانداران یا جمعیت‌ها هیچگاه بالاتر از انتخاب برپایهٔ ژن‌ها قرار نمی‌گیرد. این کتاب توسط جواد رامزانی ترجمه شده است کتاب یکی از محبوب‌ترین کتاب‌های تاریخ تکامل شناخته شده‌است.